# Guidetto (architetto)

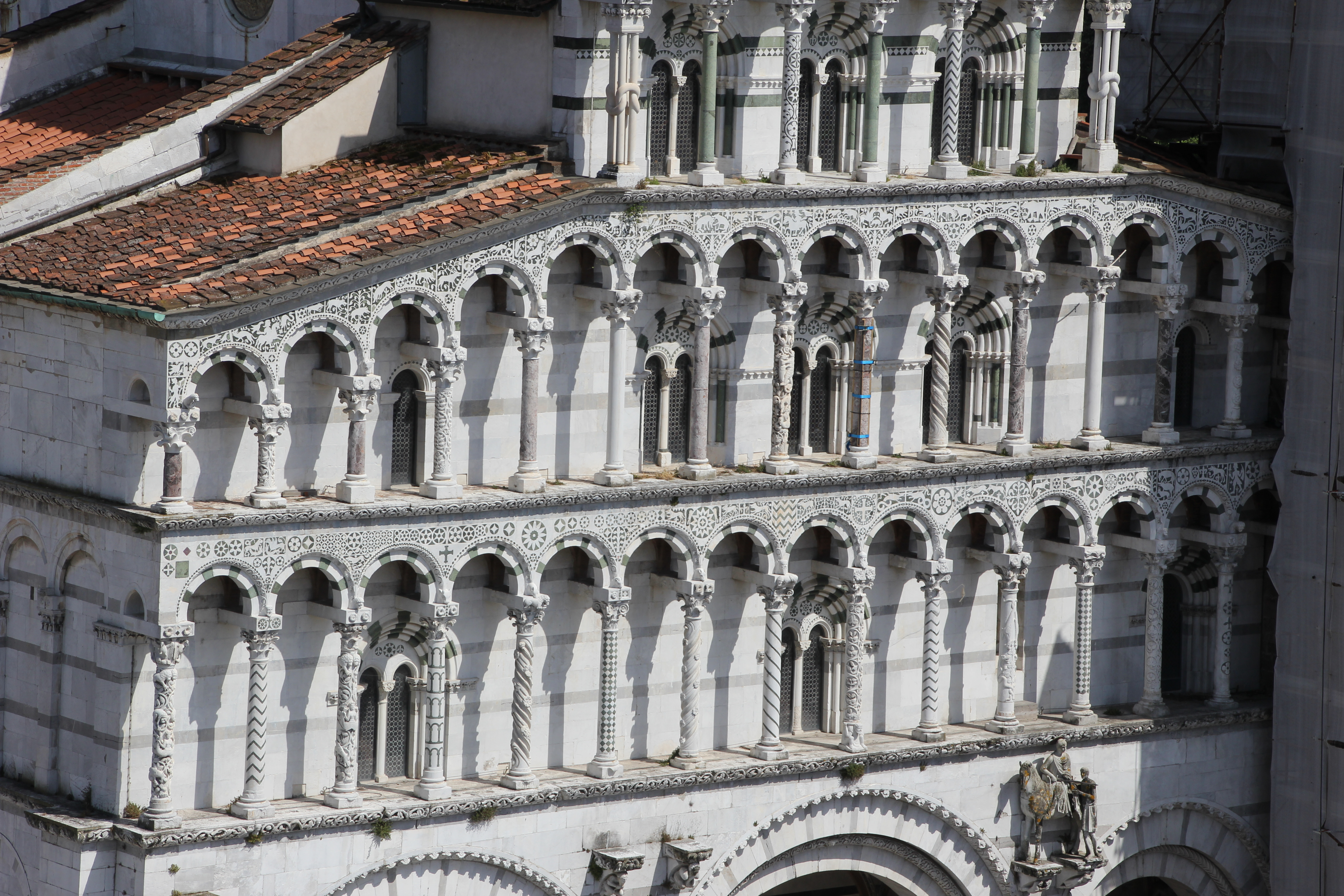
Lucca, Cattedrale di San Martino, dettaglio della decorazione scultorea della facciata di Guidetto

Guidetto (XII secolo – XIII secolo) è stato un architetto italiano. Fu forse anche scultore.

## Biografia
Architetto che per molto tempo non è stato perfettamente inquadrato dagli storici e dai critici d'arte: infatti se la maggior parte di loro hanno individuato in lui un artista di probabili origini lombarde, trasferitosi e attivo in Toscana, soprattutto a Lucca, per alcuni non è realmente esistito come persona storica e lo hanno identificano con Guido da Como, citato dal Vasari.
Inoltre è apparso complicato tracciare con certezza la carriera di Guidetto, sia per l'esistenza di molti artisti contemporanei che si firmavano con "Guido", sia per l'abitudine delle famiglie di artisti di battezzare i loro figli con gli stessi nome del padre.
In ogni modo, recentemente la maggior parte degli storici e dei critici d'arte ha optato per la prima ipotesi, riuscendo a differenziare Guidetto dai suoi omonimi contemporanei ed a delineare una parte della sua carriera.
Gran parte degli storici e dei critici d'arte ritiene che Guidetto lavorò a Lucca già nel 1203 nel monastero di San Ponziano, occupandosi soprattutto dei capitelli del chiostro decorati con temi presi dalla natura e dalla fauna, poiché molti elementi architettonici e scultorei presenti qua sono gli stessi emergenti nei lavori successivi di Guidetto.
La sua prima opera certa e firmata fu il loggiato della facciata del duomo di Lucca, nel 1204, caratterizzato dalla presenza di logge sovrapposte in uno stile personale che fece fare un passo in avanti alla scuola tradizionale toscana, e pisana in particolare.
Se le logge inferiori rispettarono simmetrie e proporzioni di derivazione lombarda, le decorazioni evidenziarono forti plasticità ed elaborati intarsi. Una singolarità che suscitò discussioni fra i critici e gli storici fu l'apparente incompletezza della facciata, e qualcuno, tra gli esperti, ipotizzò la volontarietà di questo fatto da parte dell'artista, a causa di motivi di proporzioni.
Successivamente, un'altra importante opera di Guidetto è il progetto della chiesa di San Michele in Foro, della quale riuscì a costruire sicuramente navate e capitelli, mentre la facciata fu portata a termine dopo la sua morte e successivamente restaurata in malo modo.
Nel 1211 si attivò a Prato per la costruzione del duomo, contrassegnato dall'utilizzo della pietra verde come materiale primario e da elementi scultorei personali. Anche in questo caso, Guidetto realizzò sicuramente la facciata, basata su temi architettonici lombardi fusi con quelli pistoiesi. Le decorazioni mostrarono motivi classici, figurati, naturali, presi dal mondo umano e animale.